# Брюс, Алекс
Алекс Стивен Брюс (англ. Alex Stephen Bruce; род. 28 сентября 1984[…], Норидж) — ирландский и североирландский футболист, защитник клуба «Килмарнок». Порой выступает на месте опорного полузащитника. Является сыном бывшего защитника «Манчестер Юнайтед» Стива Брюса. Родился в Норидже, играл за молодёжную и взрослую сборные Ирландии. В 2011 году тренер сборной Северной Ирландии Найджел Уортингтон уговорил его сменить футбольную принадлежность.

## Футбольная карьера

### Ранние годы
Родился в Норвиче, но в возрасте 3-х лет переехал в Манчестер, куда его отца пригласили играть. Занимался в академии Манчестер Юнайтед, но в возрасте 16 лет покинул её и переехал в «Блэкберн Роверс» в качестве стажера. В 2002 году подписал свой первый профессиональный контракт, и вместе с командой выиграл молодёжное первенство (до 19 лет) в сезоне 2002/03. 26 декабря дебютировал в игре против «Хартлпул Юнайтед», а после был отдан в 3-х месячную аренду в клуб третьего дивизиона «Олдем Атлетик». Сыграл в рамках кубка Англии 8 января 2005 года, когда «Олдему» удалось выбить «Манчестер Сити».
27 января 2005 года, в качестве свободного агента, перешёл в «Бирмингем Сити», где тренером работал его отец. Сезон 2005/06 он доигрывал в аренде в 3-х разных клубах: «Олдеме», «Шеффилд Уэнсдей» и «Транмир Роверс». В новом сезоне Брюс сыграл несколько матчей за «Бирмингем», однако клуб не смог спастись от вылета в Чемпионшип. В прессе часто звучали обвинения в кумовстве, и клубное руководство посчитало, что игрок (сын) и тренер (отец) должны быть разделены, чтобы первый мог нормально прогрессировать.

### «Ипсвич Таун»
Летом 2006 переехал в «Ипсвич Таун» в качестве свободного агента, подписав 3-летний контракт. Начал в клубе очень успешно, стал любимцем фанатов, за жажду борьбы и несгибаемость характера. Проявлял универсализм, играя на разных позициях. Благодаря хорошей игре был вызван в сборную Ирландии летом 2007 года. В ноябре 2008 года его просматривали скауты «Фиорентины».
Забил свой первый гол за новый клуб в ворота старого — «Бирмингема». Второй мяч был забит в ворота «Кристал Пэлас». 27 августа 2009 года стал капитаном команды. Покинул клуб после ссоры с менеджером (тренером) Роем Кином.

### «Лестер Сити»
1 февраля 2010 года на правах аренды перешёл в «Лестер Сити» до конца сезона 2009/10. 7 февраля дебютировал за клуб, выйдя за минуту до конца на замену. Потом не играл из-за травмы (грыжа) несколько недель. После возвращения играл левого защитника, дошёл до полуфинала плей-офф за выход в Премьер-лигу, где по пенальти уступили «Кардифф Сити». Хотел остаться в «Лестер Сити», однако был вынужден вернуться обратно.

### «Лидс Юнайтед»
30 июля 2010 присоединился к «Лидс Юнайтед». В «Лидсе» Брюс играл с переменным успехом, борясь с высокой конкуренцией (в частности с капитаном команды Ричардом Нейлором и Томом Лисом) и травмами. 24 ноября 2011 года уходил в месячную аренду в «Хаддерсфилд Таун». В январе ходили слухи об интересе к игроку со стороны «Лос-Анджелес Гэлакси», но слухи так и остались слухами. Стороны решили не продлевать истекающий контракт и Брюс вновь стал свободным агентом по окончании сезона 2011-12.

### «Халл Сити»
30 июля 2012 года Брюс присоединился к «Халл Сити», который возглавил его отец. За «тигров» Брюс сыграл большую часть матчей в Чемпионшипе. Вместе с командой добился права выступать в Премьер-лиге.

## Карьера в сборной
Мог играть за сборные Ирландии и Северной Ирландии (откуда родом его бабушки), а также Англии, где он вырос. Получил приглашение играть за Северную Ирландию до 21, но предпочел Ирландию до 21. Также играл за Ирландию Б против Шотландии Б в ноябре 2006 года. 23 мая 2007 дебютировал за взрослую сборную Ирландии в товарищеском матче против Эквадора.
Летом 2011 согласился играть за сборную Северной Ирландии, согласно правилам ФИФА имел на это право, так как не был заигран в официальных матчах ни за одну сборную. Дебютировал 6 февраля 2013 года в матче против Мальты.